# Ambidextrøs organisation
En ambidextrøs organisation er en organisation, der overkommer eksploitation- og eksploration-paradokset, dvs. en organisation som på samme tid er operationelt-nutidsrettet og innovativt-fremadrettet. Begrebet om den ambidextrøse organisation er blevet introduceret i Danmark af bl.a. professor i ledelse Steen Hildebrandt. Før dette har begrebet dog eksisteret "forklædt" bl.a. som continous innovation Boer, H, og blevet behandlet internationalt af f.eks. O'Reilley and Tushman i 2004 i artiklen "The ambidextrous organization".